# 舎人王
舎人王（とねり の おおきみ／とねりおう、生年不明 - 天武天皇9年7月26日（680年）は、飛鳥時代の皇族。官位は五位、納言兼宮内卿。

## 経歴
出自・経歴・年齢等は一切不明であるが、大臣が設置されていなかった天武朝において、天皇家の家政機関である宮内官の最高位であったところから、天皇よりかなりの信任を得ており、相応の出自の人物であったろうと推測される。
記録に現れるのは、『日本書紀』巻第二十九のみで、病に倒れた舎人王が臨終の際に、天皇が高市皇子を遣わして見舞いをさせたが、翌日卒去した。予想外の出来事だったらしく、天皇は驚愕して高市皇子のほかに川島皇子を遣わし、殯を開いて挙哀させ、百寮のものも悲しみ泣いた、ということだけである。